# Power Big Meet
Power Big Meet (i folkmun Power Meet), tidigare Power street and swap meet, är en svensk bilträff arrangerad sedan 1978 med inriktning mot amerikanska veteranfordon. Under evenemanget är omkring 20 000 fordon inblandade.
Träffen hålls sedan 1984 varje år den första helgen i juli och arrangeras av föreningen American Car Club Sweden (ACCS) och företaget Power Meet AB.

## Historik
Det första mötet hölls 1978 i Anderstorp med 80 bilar och 400 besökare. Senare möten har förlagts till Skövde (1979), Jönköping (1980–1982) och Norrköping (1983). Sedan 1984 hålls Power Big Meet i Västerås, med undantag för 1986 då det ägde rum vid Kinnekulle. Tidigare var det från fredag till söndag, men numera börjar man torsdag och slutar på lördag. Då börjar träffen med en bilutställning och på kvällen hålls en cruising i Västerås till sent in på natten. Under 2017 hölls evenemanget i Lidköping och började onsdagen 5 juli.
Fram till år 2016 arrangerades träffen i Västerås, under träffen 2016 rånades Power meet-grundaren Kjell Gustafsson av tre okända gärningsmän. Enligt uppgifter var bytet på över en miljon kronor. Efter detta gick Gustafsson ut med att detta innebar slutet för Power Meet och att han inte skulle anordna det igen. Han ändrade sig sedan och meddelade att det skulle anordnas Power Meet även 2017 då det var 40-årsjubileum. Då ett annat sällskap bokat upp Västerås, flyttades träffen 2017 till Lidköping. Sedan 2017 arrangeras i Västerås en liknande bilträff: Västerås Summer Meet. De båda bilträffarna arrangeras under första helgen i juli.

## I media
I dokumentärserien 112 - på liv och död del 27 (av 36, sänt 2011) behandlas Powermeet. Där sägs av polisassistent Åsa att någon blir påkörd varje år.
Fotografen Kjell-Åke Jansson har skildrat mötet i fotoboken Burnout (Journal, 2013). I boken finns fotografier som Kjell-Åke Jansson tagit under nästan 20 års besök på Power Meet.